# TP53INP1
TP53INP1 (англ. Tumor protein p53 inducible nuclear protein 1) – білок, який кодується однойменним геном, розташованим у людей на короткому плечі 8-ї хромосоми. Довжина поліпептидного ланцюга білка становить 240 амінокислот, а молекулярна маса — 27 366.
| 10         |  | 20         |  | 30         |  | 40         |  | 50         |
| ---------- |  | ---------- |  | ---------- |  | ---------- |  | ---------- |
| MFQRLNKMFV |  | GEVSSSSNQE |  | PEFNEKEDDE |  | WILVDFIDTC |  | TGFSAEEEEE |
| EEDISEESPT |  | EHPSVFSCLP |  | ASLECLADTS |  | DSCFLQFESC |  | PMEESWFITP |
| PPCFTAGGLT |  | TIKVETSPME |  | NLLIEHPSMS |  | VYAVHNSCPG |  | LSEATRGTDE |
| LHSPSSPRVE |  | AQNEMGQHIH |  | CYVAALAAHT |  | TFLEQPKSFR |  | PSQWIKEHSE |
| RQPLNRNSLR |  | RQNLTRDCHP |  | RQVKHNGWVV |  | HQPCPRQYNY |  |            |

A: Аланін

C: Цистеїн

D: Аспарагінова кислота

E: Глутамінова кислота

F: Фенілаланін

G: Гліцин

H: Гістидин

I: Ізолейцин

K: Лізин

L: Лейцин

M: Метіонін

N: Аспарагін

P: Пролін

Q: Глутамін

R: Аргінін

S: Серин

T: Треонін

V: Валін

W: Триптофан

Кодований геном білок за функціями належить до антиоксидантів, активаторів. 
Задіяний у таких біологічних процесах, як апоптоз, транскрипція, регуляція транскрипції, автофагія, альтернативний сплайсинг. 
Локалізований у цитоплазмі, ядрі, цитоплазматичних везикулах.